# 张天伟
张天伟（1911年—2015年6月5日），湖北省红安县人，中国人民解放军将领、中华人民共和国政治人物。

## 生平

### 民国时期
1927年2月参加农民自卫军，任副队长，村苏维埃政府主席，贫农团副主席，互济会主席，乡苏维埃政府执委。1929年3月加入共青团，1934年加入中国共产党。1932年1月参加红军任班排长、连部书记、师医院书记、红十一师师部书记、红四军军部科员、参谋、党支部书记，参加鄂豫皖苏区反击敌人四次“围剿”和川陕苏区反敌人“三路”“六路”围攻的战斗。
参加红军长征、抗日战争。任八路军三八五旅司令部参谋一等书记、抗日军政大学四大队队务主任、经济学校党支部书记、医院教育股长、政治委员、冀南军区司令部军政处副处长兼队列科长、冀南区党委党校副主任、华北办事处政治部主任、华北南线妇女总校党委书记兼政治委员、第二野战军女子大学总校政治部主任。在刘伯承兼校长、兼政治委员的领导下，第二野战军女子大学培养了七八千妇女干部。

### 共和国时期
1950年4月后，任西南人民革命大学教导处处长，参与创办西南民族学院并任党组副书记、副教育长兼教导处处长、教育长、党委副书记、副院长。文化大革命期间，受到冲击和迫害。
1978年7月后，任西南民族学院党委副书记、院长兼纪委书记。1981年10月，任名誉院长，兼任马列主义教研室主任、学术委员会主任、校刊编委会主任、四川民族理论学会名誉理事；四川省政协委员常委。
2015年6月5日，在成都去世。